# 縱帶雙冠麗魚
縱帶雙冠麗魚，為輻鰭魚綱鱸形目隆頭魚亞目慈鯛科的其中一種，分布於中美洲巴拿馬太平洋岸的淡水流域，體長可達25公分，棲息在河川的中底層水域，生活習性不明。

## 擴展閱讀
維基物種上的相關：巴氏雙冠麗魚